# 渡辺亮太
渡辺 亮太（わたなべ りょうた、1991年3月11日 - ）は、東京都出身のプロサッカー選手。ポジションは、フォワード。

## 来歴
高校時代は無名だったが、日本体育大学の1年時に、布啓一郎が監督を務めるU-18日本代表候補に抜擢された。しかし怪我のため合宿に合流はかなわず、代表に定着することはできなかった。3年時にレギュラーに定着し、チームの関東大学サッカーリーグ戦1部昇格に貢献。自身は2部のベストイレブンに選ばれた。
2013年より、愛媛FCへ入団。
2016年より、AC長野パルセイロへ期限付き移籍。
2017年、J3に昇格したアスルクラロ沼津に完全移籍した。2017年12月26日藤枝MYFCに移籍

## 所属クラブ
ユース経歴
- FC多摩ジュニアユース (多摩市立多摩永山中学校)
- 東京都立調布北高等学校
- 日本体育大学

プロ経歴
- 2013年 - 2016年  愛媛FC
  - 2016年 AC長野パルセイロ（期限付き移籍）
- 2017年    アスルクラロ沼津
- 2018年    藤枝MYFC
- 2019年 -   JAPANサッカーカレッジ

## 個人成績
| 国内大会個人成績 | 国内大会個人成績 | 国内大会個人成績 | 国内大会個人成績 | 国内大会個人成績 | 国内大会個人成績 | 国内大会個人成績 | 国内大会個人成績 | 国内大会個人成績 | 国内大会個人成績 | 国内大会個人成績 | 国内大会個人成績 |
| 年度             | クラブ           | 背番号           | リーグ           | リーグ戦         | リーグ戦         | リーグ杯         | リーグ杯         | オープン杯       | オープン杯       | 期間通算         | 期間通算         |
| 年度             | クラブ           | 背番号           | リーグ           | 出場             | 得点             | 出場             | 得点             | 出場             | 得点             | 出場             | 得点             |
| 日本             | 日本             | 日本             | 日本             | リーグ戦         | リーグ戦         | リーグ杯         | リーグ杯         | 天皇杯           | 天皇杯           | 期間通算         | 期間通算         |
| ---------------- | ---------------- | ---------------- | ---------------- | ---------------- | ---------------- | ---------------- | ---------------- | ---------------- | ---------------- | ---------------- | ---------------- |
| 2013             | 愛媛             | 19               | J2               | 24               | 1                | -                | -                | 1                | 0                | 25               | 1                |
| 2014             | 愛媛             | 19               | J2               | 31               | 3                | -                | -                | 2                | 0                | 33               | 3                |
| 2015             | 愛媛             | 19               | J2               | 15               | 0                | -                | -                | 2                | 0                | 17               | 0                |
| 2016             | 長野             | 19               | J3               | 19               | 2                | -                | -                | 1                | 0                | 20               | 2                |
| 2017             | 沼津             | 29               | J3               | 26               | 3                | -                | -                | 2                | 0                | 28               | 3                |
| 2018             | 藤枝             | 29               | J3               | 18               | 1                | -                | -                | -                | -                | 18               | 1                |
| 通算             | 日本             | 日本             | J2               | 70               | 4                | -                | -                | 5                | 0                | 75               | 4                |
| 通算             | 日本             | 日本             | J3               | 63               | 6                | -                | -                | 3                | 0                | 48               | 5                |
| 総通算           | 総通算           | 総通算           | 総通算           | 133              | 10               | -                | -                | 8                | 0                | 123              | 9                |

- Jリーグ初出場 - 2013年3月3日 J2第1節 対モンテディオ山形 (ニンジニアスタジアム)
- Jリーグ初得点 - 2013年11月17日 J2第41節 対アビスパ福岡 (ニンジニアスタジアム)

## タイトル

### クラブ
日本体育大学
- 関東大学サッカーリーグ戦2部 (2011年)

### 個人
- 関東大学サッカーリーグ戦2部 ベストイレブン (2011年)

## 代表歴
- U-18日本代表候補